# 28 (numero)
Ventotto (cf. latino duodetriginta, greco ὀκτὼ καὶ εἴκοσι) è il numero naturale dopo il 27 e prima del 29.

## Proprietà matematiche
- È un numero pari.
- È un numero composto e ha i seguenti sei divisori: 1, 2, 4, 7, 14, 28. Poiché la somma dei divisori (escluso il numero stesso) è 28, è un numero perfetto. È il secondo numero perfetto, dopo 6 e prima di 496.
- È il settimo numero triangolare, il quarto numero esagonale e il terzo numero ennagonale centrato. Ogni numero perfetto pari è triangolare, esagonale ed ennagonale centrato.
- È un numero semiperfetto in quanto pari alla somma di alcuni (o tutti) i suoi divisori.
- È la somma dei primi cinque numeri primi, infatti 2 + 3 + 5 + 7 + 11 = 28.
- È un numero idoneo.
- Il più lungo anello di numeri socievoli è composto da 28 elementi.
- È un numero di Keith.
- È un numero di Ulam.
- È un numero del Triangolo di Pascal.
- Il 28º numero di Fibonacci aumentato di 28 è un numero primo: 317811 + 28 = 317839.
- Il 28º numero di Fibonacci diminuito di 28 è un numero primo: 317811 - 28 = 317783.
- Il 28º numero di Fibonacci aumentato di 2828 è un numero primo: 317811 + 33.145.523.113.253.374.862.572.728.253.364.605.812.736 = 33.145.523.113.253.374.862.572.728.253.364.606.130.547 è primo; è l'unico numero di Fibonacci per cui si verifica.
- È un numero felice.
- È parte delle terne pitagoriche (21, 28, 35), (28, 45, 53), (28, 96, 100), (28, 195, 197).
- È un numero palindromo nel sistema di numerazione posizionale a base 3 (1001).
- È un numero a cifra ripetuta nel sistema di numerazione posizionale a base 6 (44) e in quello a base 13 (22).
- È un numero pratico.
- È un numero congruente.
- È un numero odioso.
- È un termine della successione di Padovan.

## Fisica
- È il quarto numero magico in fisica nucleare.

## Chimica
- È il numero atomico del nichel (Ni).

## Anatomia e medicina
- È il numero dei denti nella dentizione mista.
- È il numero delle falangi, falangine e falangette delle dieci dita.
- È il numero delle vertebre.
- È il numero medio di giorni del ciclo mestruale.

## Astronomia
- 28P/Neujmin è una cometa periodica del sistema solare.
- 28 Bellona è il nome di un asteroide della fascia principale così chiamato per l'omonimia con la dea romana.
- L'oggetto M28 è un ammasso globulare visibile nella costellazione del Sagittario.
- NGC 28 è una galassia ellittica della costellazione della Fenice.

## Astronautica
- Cosmos 28 è un satellite artificiale russo.

### Grammatica
- È il numero delle consonanti dell'alfabeto arabo.

### Religione
- Il primo verso della Bibbia è composto da 28 lettere ebraiche.

### Architettura
- La cupola del Pantheon è composta da cinque ordini di 28 lacunari ciascuno.

### Smorfia
- Nella smorfia il numero 28 sono i seni.

### Giochi
- È il numero delle tessere nel gioco del domino.

## Convenzioni

### Calendario
- Negli anni ordinari il mese di febbraio ha ventotto giorni.
- Un calendario è uguale ogni 28 anni: per esempio, l'anno 1933 è identico al 1961 così come il 1989 è uguale al 2017.[1]

## Cinema
- Nel film Donnie Darko l'universo sarebbe collassato dopo 28 giorni.
- 28 giorni dopo (2002) un film di Danny Boyle.
- 28 settimane dopo (2007) un film di Juan Carlos Fresnadillo.